# Alexander Tretiakov
Alexander Vladimirovich Tretiakov (em russo:  Александр Владимирович Третьяков; Krasnoyarsk, RSFS Rússia, 19 de abril de 1985) é um piloto de skeleton russo. Ele conquistou uma medalha de bronze olímpica em 2010.
Nos Jogos Olímpicos de 2014 conquistou a medalha de ouro competindo em casa, mas em 22 de novembro de 2017 foi desclassificado após violações de doping. No entanto o Tribunal Arbitral do Esporte anulou essa decisão em 1 de fevereiro de 2018 e retornou a medalha a Tretiakov.